# Promacrochilo
Promacrochilo és un gènere d'arnes de la família Crambidae descrit per Stanisław Błeszyński el 1962. Conté només una espècie, Promacrochilo ambiguellus, descrita per Snellen el 1890, que es troba a la Xina (Hainan), l'Índia, Nepal, Myanmar, Tailàndia i Malàisia.